# Instabilité thermo-acoustique
L'instabilité thermo-acoustique est une instabilité résultant du couplage d'un champ acoustique et d'un processus hydrodynamique comportant un dégagement de chaleur, tel que la combustion. Cette instabilité est preignante dans des systèmes tels que les moteurs-fusées,,.

## Critère de Rayleigh

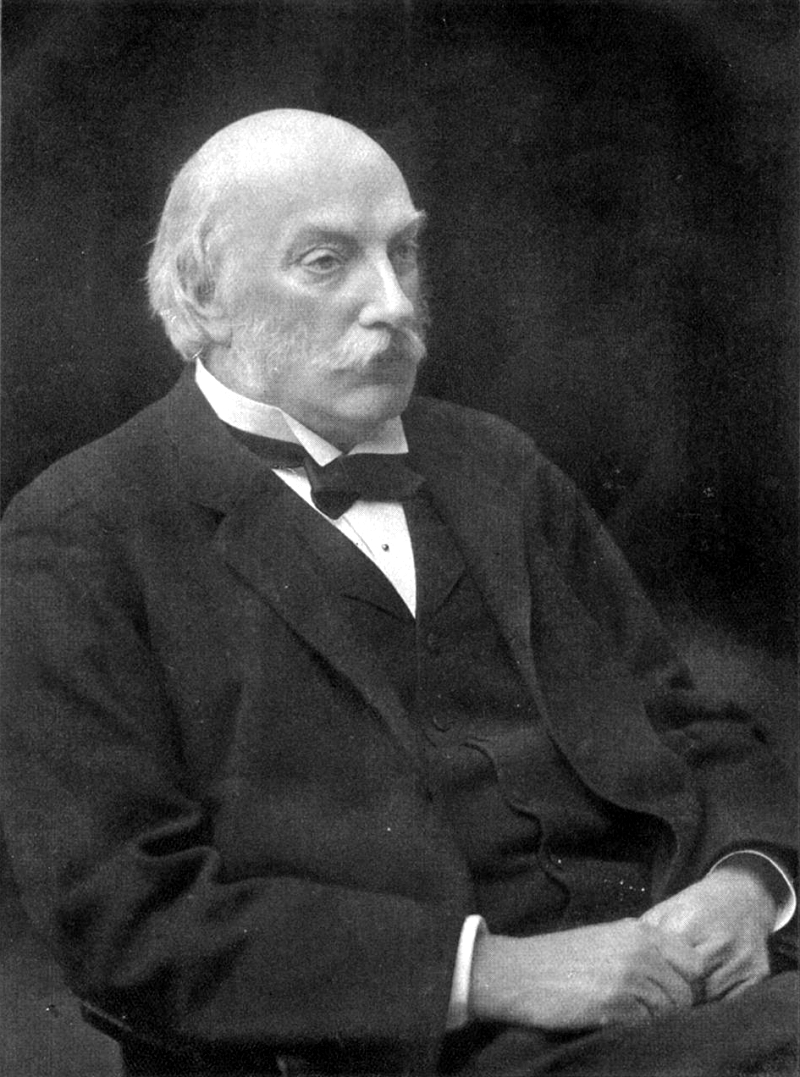
John William Strutt

Le mécanisme d'amplification acoustique a été identifié par Lord Rayleigh en 1878,.
Les diverses quantités définissant une flamme peuvent être scindées en valeur moyenne et fluctuation en tout point et à tout instant, par exemple la pression {\displaystyle p(t)=\langle p\rangle (t)+p'(t)} et la chaleur volumique dégagée par la combustion {\displaystyle Q(t)=\langle Q\rangle (t)+Q'(t)}. Il est possible d'écrire une équation de conservation de l'énergie volumique acoustique du système {\displaystyle E_{a}} gagnée ou perdue dans le volume {\displaystyle V} et dans l'intervalle de temps {\displaystyle \tau } :
{\displaystyle \int _{V}\int _{\tau }E_{a}\mathrm {d} V\mathrm {d} t+\int _{\partial V}{\vec {F}}\cdot {\vec {n}}\mathrm {d} S={\frac {\gamma -1}{\langle \rho \rangle c^{2}}}\int _{V}\int _{\tau }p'Q'\mathrm {d} V\mathrm {d} t}
où {\displaystyle {\vec {F}}} sa densité de flux acoustique rayonnée, {\displaystyle \rho } la masse volumique du gaz, {\displaystyle \gamma } son indice adiabatique et {\displaystyle c} la vitesse du son dans le milieu.
En l'absence de flux rayonné on retrouve le critère de Rayleigh qui stipule que « l'amplification se produit si, en moyenne, l'ajout de chaleur se produit en phase avec les augmentations de pression pendant l'oscillation ».
{\displaystyle \langle p'Q'\rangle >0}
Ce critère est utilisé pour expliquer de nombreux phénomènes tels que le « chant » des flammes dans un pyrophone.
Dans les systèmes complexes, le critère de Rayleigh peut ne pas être strictement valide, car il existe de nombreux facteurs d'amortissement tels que l'amortissement visqueux.
Dans les moteurs-fusées on utilise des baffles ou des résonateurs de Helmholtz permettant d'augmenter les pertes acoustiques.